# Žiežmariai
Žiežmariai es una pequeña ciudad en el Distrito Municipio de Kaišiadorys, Lituania. Está a 6 kilómetros de sur de Kaišiadorys. Tiene 3.798 habitantes (en 2006). Žiežmariai es mencionada por primera vez en registros escritos en 1348.

## Historia
El monumento a la libertad, construido en 1932, fue demolido tras la anexión de Lituania a la Unión Soviética y reconstruido en 1991 por la Lituania independiente.
Žiežmariai fue mencionada por primera vez en el siglo XIV en el Informe de la ruta lituana (Wegeberichte), preparado por los caballeros Teutónicos. En 1348 cerca de Žiežmariai por el río Strėva, tuvo lugar la batalla del Strėva entre el ejército del Gran Ducado de Lituania, dirigido por Algirdas y Kęstutis y el ejército de los cruzados.
Desde el siglo XV se conoce Žiežmariai, en 1487 se menciona la ciudad de Žiežmariai. En 1508 o 1509 se construyó una iglesia católica, y la escuela se estableció en 1520. En 1576 y en 1791 Angemariai recibió el derecho de Magdeburgo. Durante el siglo XVI, Žiežmariai comenzó a crecer intensamente debido a su proximidad a la carretera Vilnius-Kaunas. En 1580 la ciudad sufrió dos veces un incendio. En el siglo XVIII fue devastada por el ejército sueco durante la Gran Guerra del Norte y comenzó una epidemia de peste.
En 1777 se restableció la escuela parroquial que enseñaba canto en latín y lituano.
La población judía era importante en la ciudad desde el siglo XVI y representaba el 50% de la población total antes de la Segunda Guerra Mundial. En 1941, cientos de judíos de la ciudad y de las aldeas cercanas de Kaisiadorys y Žasliaisont fueron asesinados en ejecuciones masivas perpetradas por un einsatzgruppen de alemanes y colaboradores locales.
En 1941 y en 1948 fueron deportados 20 habitantes de Žiežmariai. Los partisanos lituanos del distrito militar de Didžioji Kova (el distrito militar de los partisanos de la Gran Lucha) estaban activos en el distrito de Žiežmariai.